# Hawaii Vulkánok Nemzeti Park
Az 1348 km²-es Hawaii Vulkánok Nemzeti Parkot (angolul Hawaiʻi Volcanoes National Park) Hawaii szigetének délkeleti részén alapították 1916. augusztus 1-jén. A sziget öt vulkánjából napjainkban kettő működik: a 4170 m magas Mauna Loa és a mindössze 1247 m-es Kilauea. Úgy tűnik, a legmagasabb vulkán, a 4205 méteres Mauna Kea és két társa, a Kohala és a Hualalai már kihunyt. 

Hawaii vulkánjai

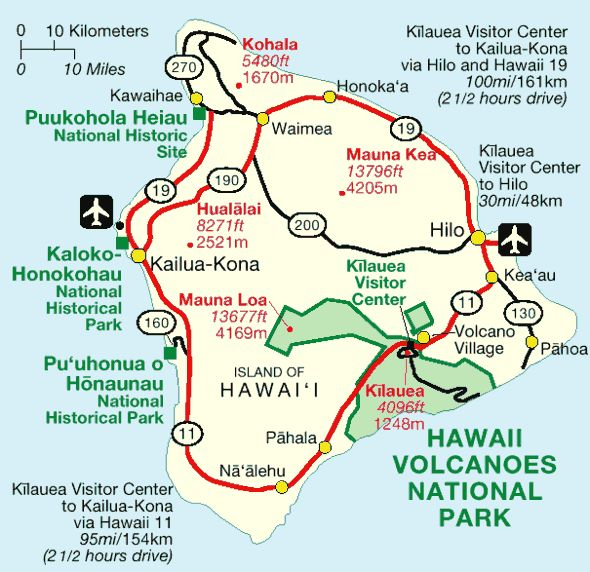
A nemzeti park térképe (zöld színnel)

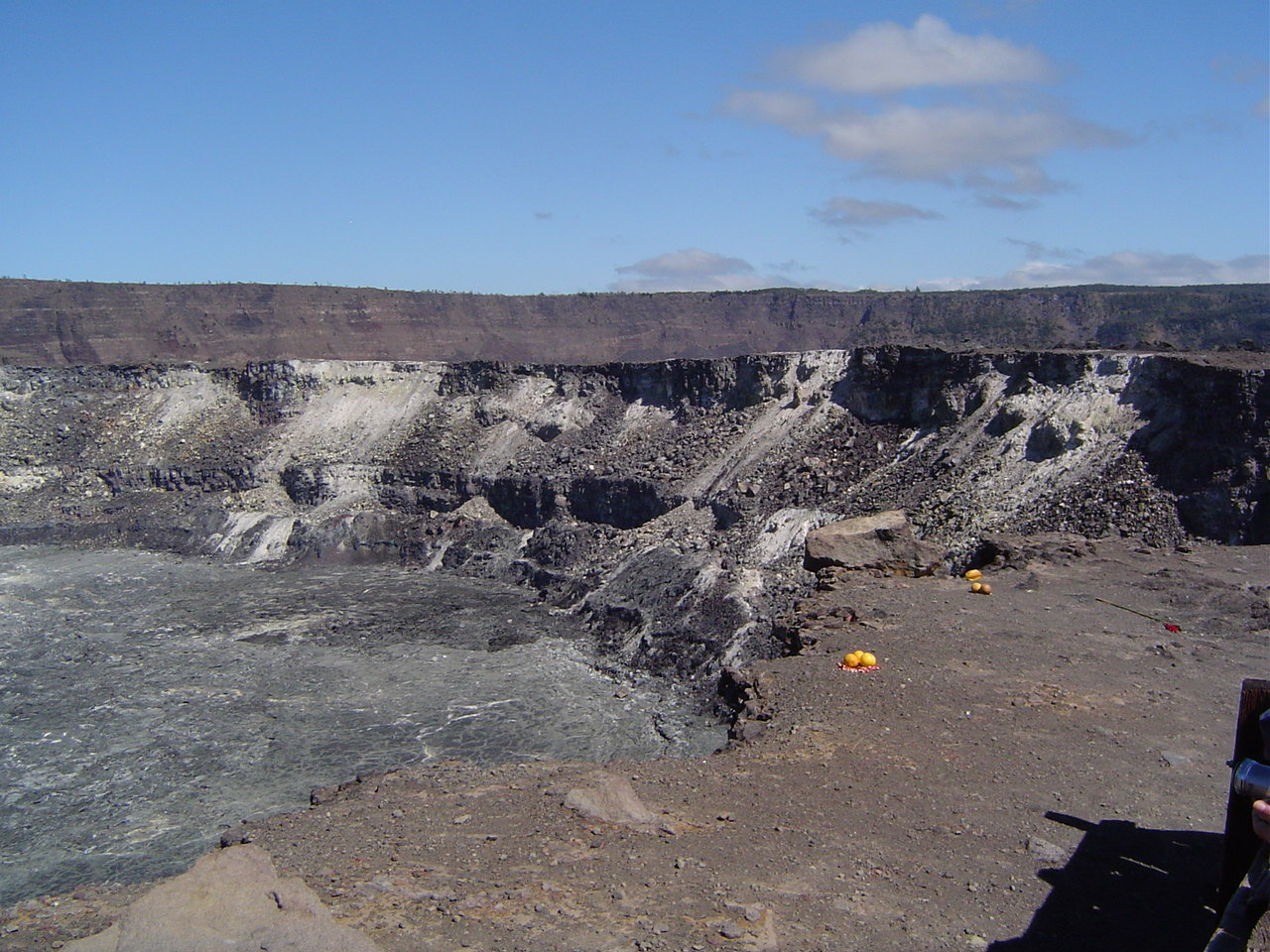
A Mauna Loa kráterének pereme

A sziget valamennyi tűzhányója forró pont típusú bazaltvulkán. Ennek megfelelően kevés hamut és sok, hígfolyós bazaltlávát termelnek (illetve termeltek). A kürtőből kilövellő láva sebessége elérheti a 40 km/órát, eközben különleges formákat hoz létre, mint például hosszú lávaszálakat („Pelé haja”) vagy lávaszökőkutat. 1924-ig a Kilauea melletti vulkáni katlanban lávató is volt. Mivel a környéken a tenger mintegy hatezer méter mély, a Mauna Loa teljes, a tenger fenekétől számított magassága több mint 10 000 m.
A Mauna Loa ma a Föld egyik legaktívabb vulkánja, átlagosan 3 és fél évenként tör ki. A kitöréseket 1912 óta külön obszervatóriumból figyelik. Nem csak a kitörések keltenek nagy figyelmet, hanem az azt kísérő jelenségek és a Föld belsejében játszódó folyamatok. Ezeknek a tanulmányozására Hawaii szigete az egyik legmegfelelőbb hely, hiszen a Föld egyik „forró pontja” felett fekszik. A kutatások kiderítették, hogy Hawaii szigete mindössze 700 000 éve keletkezett. Ma is emelkedik fel új vulkán a sziget délkeleti partjai előtt. 
Hawaii szigete nem csak a vulkánok miatt kivételes, hanem klímája is egyedülálló. A trópusi klíma a passzátszeleknek köszönhető, amelyek sok esőt hoznak a vulkánok északi és keleti oldalaira. Ezzel szemben a déli és a nyugati oldalon nagyon kevés a csapadék. Ha ehhez hozzávesszük a magassági különbségeket, láthatjuk, hogy aránylag kis területen milyen sokféle klimatikus viszony uralkodik. A növényzet is ehhez alkalmazkodva nagyon változatos, a buja esőerdőktől egészen a magashegyi sivatagokig.
A területen rendkívül nagy az endémikus állatfajok aránya. Ilyen a Hawaii-szigetek nemzeti madara, a hawaii lúd, amelyet a behurcolt idegen állatok, elsősorban a kutyák szinte teljesen kipusztítottak. Ma a nemzeti park nemzetközi bioszféra-rezervátum és a világörökség része.